# Urodus pamporphyra
Urodus pamporphyra is een vlinder uit de familie van de Urodidae. De wetenschappelijke naam van de soort is voor het eerst geldig gepubliceerd in 1936 door Meyrick.